# Moustapha Dimé
Moustapha Dimé (1952-1998) est un sculpteur sénégalais, mort prématurément « au moment où tout le monde s’accordait à le reconnaître comme l’un des chefs de file de l’art contemporain au Sénégal ». Premier Prix à la Biennale de Dakar en 1992, il affirmait vouloir prendre des distances à l'égard des traditions africaines – ce que son œuvre ne confirme pas toujours.

## Biographie
Né en 1952 à Louga, il s'initie au travail du bois auprès des Laobés, une ethnie spécialisée dans cet art. Entre 1966 et 1970 il se forme au Centre de formation artisanale de Dakar et effectue quelques séjours en Gambie. Il rompt bientôt avec sa famille, qui n'acceptera pas de le voir embrasser le métier de forgeron considéré comme une caste inférieure, impure même si elle est puissante. Moustapha Dimé témoigne d'une réelle passion pour le travail du bois.
De 1973 à 1977, Puis il voyage dans plusieurs pays d'Afrique de l'ouest dont la sculpture est réputée, tels que le Mali, le Burkina Faso, la Côte d'Ivoire, le Ghana et le Nigéria. Il se perfectionne ensuite à l'École des arts de Dakar de 1977 à 1979. En 1980, il obtient une bourse d'études grâce au Président Léopold Sédar Senghor qui lui permet de retourner au Mali pour étudier le bogolan, une technique de teinture du tissu. Il étudie, sur le terrain, l'art traditionnel : « J'en ai tiré cette leçon : lorsque les Africains ont besoin de lier, ils prennent une ficelle ou un clou. Ils utilisent tout ce qu'ils ont sous la main. De cet art, j'ai retenu cette liberté-là. »
En 1982 il devient résident au Village des Arts de Dakar et en 1993 il ouvre un atelier au sud de l'île de Gorée. Dans cette ancienne tour de guet colonial qui surplombe l'océan, l’artiste, solitaire, vivant au milieu du bruit de l'océan et de la lumière maritime, crée de manière intensive.
Représentant du Sénégal en 1979 aux jeux de la Francophonie à Rabat, il est lauréat du Grand Prix de la Biennale DAK’ART en 1992 et sélectionné pour la prestigieuse Biennale de Venise en 1993. En 1992, le jury international de la première Biennale de Dakar, alors ouverte aux artistes du monde, lui a décerné le Grand Prix Léopold Sedar Senghor.
Il a exposé, individuellement ou dans des manifestations collectives, à Rabat au Maroc et à Johannesburg en Afrique du Sud. Le Museum for African Art de New York et le Segataya Museum de Tokyo l'ont reçu. La France, la Belgique, la Suisse, l'Autriche, l'Italie et l'Allemagne ont exposé aussi ses œuvres.
Âgé de 46 ans, il meurt le 30 juin 1998 à Saint-Louis, d'un cancer de l'estomac.

## Étude artistique

### Thématique
L'art de Dimé s'exprime par un mélange de figuration et d'abstraction. Il utilise volontairement des objets familiers pour ses sculptures pour créer un lien avec les spectateurs : le fer, le bois et des objets récupérés sur les plages et les rochers de l'île de Gorée comme des carcasses de bateaux, des bois flottés, usés, blanchis par le sel et le soleil récupérés sur la plage, des calebasses, des clous rongés par la rouille, de la corde, des pilons, des mortiers, des cauris. Il explique sa passion pour le bois poli par la houle : « Ce que j’aime dans ce matériau, c’est l’histoire de l’eau sur le bois. Elle imprime tout un vécu comme le fait l’existence sur les êtres humains. C’est dans cette histoire-là que j’essaye de libérer, de mettre en valeur. »Pour Dimé, l'œuvre d'art est un langage universel. « Il se trouve là enrichi de la complicité qui existe entre hommes de la même culture. Lorsqu'un objet trouvé nous parle, c'est qu'il est une force issue de nos propres réserves de vie. »
L’art de Dimé traite du travail du temps. L'artiste donne une seconde vie à des objets abandonnés, jetés devenus inutiles en les métamorphosant. Une branche d'arbre qui antérieurement avait porté des fruits a pris une nouvelle forme sous le polissage de l’eau de l’océan et sous le pouvoir de la luminosité sublime de cette danseuse ...étoile! 
Pour l'artiste, ses matériaux étaient des « objets retrouvés » : grâce à eux il ressuscitait les signes qui permettent à chacun de retrouver, en son for intérieur, ses origines : ethniques ou généalogiques, spirituelles ou mystiques.
Ce thème du recommencement est un leitmotiv de la création contemporaine africaine même si pour Moustapha Dimé l’art contemporain africain doit être un art universel. En effet, Dimé ne cherchait nullement à « être africain » ni à montrer qu'il l'était. « L'Afrique coule en moi. Elle est là en permanence et elle vit dans mes sculptures. » Mais il voulait qu'explosent enfin, pour tous, même pour les Occidentaux, les multiples richesses de sa patrie.
Selon Moustapha Dimé, chaque personne est la somme de toutes les générations antérieures. Il rénove l'art ancestral pour remonter à l'âme des ancêtres en tentant de ne pas tenir compte des ravages de l'Islam et des colonisateurs. L'artiste reprochait à l'islam de s'être imposé par le sabre, mais aussi d'avoir, depuis le IXe siècle, éradiqué du Sénégal les représentations totémiques et artistiques, la colonisation a terminé le travail de sape.
Moustapha Dimé est un artiste rempli de paradoxes. Par sa rupture sociale, il refuse de se plier au poids des traditions pour mener des recherches plus stimulantes sur ses racines culturelles. Il ne s’est jamais laissé intimider par le poids, la magnificence, la beauté et la force des cultures traditionnelles africaine en tentant de réinventer constamment la sculpture. En ceci, il est un révolutionnaire de la sculpture. Le second paradoxe est son défi lancé à la religion musulmane. Avec les musulmans de la confrérie des Mourides, toute représentation était interdite dans le domaine artistique.
L'enjeu de l'art de Dimé est de réduire le geste et d'élever l'esprit. Menant une vie d'ascète et passionné de spiritualité, Dieu est le point central de sa vie et de son travail. Mais il précise: « Mes sculptures ne sont pas des repères pour les autres comme les totems l'étaient jadis. » Avec des formes maigres, elles sont lancées vers le ciel comme des prières ou des incantations.
La dérision est souvent sous-jacente dans les œuvres de Moustapha Dimé. De simples squelettes de ferraille sont transformés par l'artiste puis associés à des calebasses et à de simples morceaux de bois. Dans plusieurs de ses sculptures, les représentations humaines se traduisent par un treillis métallique qui dessine un corps, un filet terminant la silhouette avec une figure vide, remplie à demi de rebuts, drapée dans un grossier tissu de jute. D'autres figures sont composées d'un amas de fil de fer. Souvent, elles ne disposent pas de tête ou une noix de coco représente cette absence de facultés intellectuelles. D'autres n'ont qu'un lacet permettant de les pendre au mur. Certaines figures ont pour membres des câbles, inaptes à tout mouvement de préhension ou ne possèdent aucun bras ou main permettant de mener des actions.

### Sources d'inspiration
Sa source d'inspiration est la nature. Son imagination lui permet de créer un nombre incalculable de formes originales. 
Ses sculptures des années 1990 sont fortement influencées par l'art des Dogons de Bandiagara du Mali. Leur art épuré, leurs formes sobres mais profondément symboliques ont particulièrement marquées l'artiste. 
Si Dimé est sculpteur, il est aussi philosophe et religieux. Sa foi musulmane et son admiration pour Cheikh Ahmadou Bamba inspire sa vie et sa création comme source de spiritualité. 
La femme est omniprésente par de multiples symboles et jeux de formes et d'objets appropriés. À la fois mère nourricière et mère du monde, Dimé précisait : « Pour moi, toutes les femmes sénégalaises sont des sculptures, des reflets de beauté ».

### Un style unique
À partir de 1990, il s'invente un style et impose sa personnalité artistique « Il y a des périodes dans la création où l’on cherche à équilibrer des choses, à trouver un style. Et puis, un matin, on se réveille et l’on sent qu’on veut être soi-même, le plus naturellement, le plus simplement possible. J’ai arrêté de me compliquer la vie. Je me suis mis à utiliser les matériaux qui me plaisent. Tout est devenu plus facile. Moins encombré. »
Les techniques adoptées au début dans ses œuvres est la taille directe.  Il obtient un succès en abandonnant la pratique académique de la taille avec l'herminette pour employer des outils plus traditionnels. Il préfère utiliser des techniques d'assemblage local en attachant, en cousant, en suturant. Il arrête de creuser le bois pour utiliser des objets retrouvés. Ensuite, il pratiquera de manière concomitante trois tendances. La première est la sculpture traditionnelle africaine qu'il a pu étudier lors de ses multiples voyages en Afrique de l'Ouest et qu'il a agrandi à des dimensions monumentales comme avec Les Amoureux, (1991) ou Les Amis, (1996). Le bois est brûlé ou peint de couleurs délavées. Femme nue, (1991) est un assemblage de calebasses, L'Âme des peuples, (1992) est une panoplie de pilons maintenus par des cordages, Banc de poissons (1997) représente trois rames de pirogue nanties de tête et de queue en fer. Les matériaux utilisés sont les bois usés par l'océan, les cordages et les fers érodés. La seconde est la sculpture filiforme. Il emploie des branches d'arbres écorcées, choisies pour leur forme non-figurative à des fins esthétiques, Recherche, (1982) ou Nature, (1988). Avec La Danse (1995), de simples branches sont ajustées, regroupées en cercles de 10, formant des danseurs plus grands que nature . La troisième est la sculpture de fers tordus par le feu comme avec Hybride, (1991) ou Danse, (1995). Enfin, des mannequins de toile remplis ressemblent plus aux œuvres contemporaines occidentales, Sans titre, (1994) ou Femme, (1998).

## Fondation Jean-Paul Blachère et Dak'Art 2014
C’est en 2000 à Lille, en France, lors de l’exposition dite L’Afrique à Jour, dont Yacouba Konaté est le commissaire, que Jean-Paul Blachère découvre l’œuvre de Moustapha Dimé, l'occasion pour lui de découvrir une autre dimension de l’Afrique, un continent qu'il connaît bien en s'y rendant régulièrement depuis le début des années 1980. Il se dit impressionné par « « l'équilibre mystérieux et mystique » de l'artiste. Un point commun évident liait les deux hommes : Jean-Paul Blachère, spécialiste des illuminations festives avec du métal et du fil lumière ne pouvait que se trouver des liens de parenté avec cet artiste qui réussit la transmutation d'objets ordinaires en œuvre d'art.
La Fondation Jean-Paul Blachère, destinée à promouvoir l'art contemporain africain, située à Apt dans le Vaucluse a largement contribué à la préservation des œuvres et à la renommée de cet artiste en acceptant d'abriter ses œuvres de 2008 à 2014. En effet, elle a accepté d'autofinancer le rapatriement d'une trentaine d'œuvres qui étaient restées pendant plus de dix ans enfouies dans des caisses à La Villette à Paris vers le Sénégal en faisant étape en 2008 à Apt au sein du centre d'art de la fondation au sein de l'entreprise.
En mai, tous les deux ans, la biennale Dak'Art expose les plus belles créations de l'art contemporain. À l'occasion du Dak’Art 2014, la Fondation Jean-Paul Blachère organise en collaboration avec la Biennale et le mécénat de Gérard Sénac, Directeur général de l’entreprise Eiffage, le retour des œuvres de Moustapha Dimé dans son pays natal. Une exposition-hommage permet de célébrer cet évènement. Celle-ci se veut un recueil de témoignages sur l’homme et son œuvre  et de réflexion sur les conditions de la construction de la mémoire de l’art contemporain dans l’Afrique actuelle.
Sa production est estimée à environ trois cents œuvres, dont plus de la moitié appartient aujourd'hui à des collectionneurs.

## Œuvres (sélection)
- 1991 : Femme nue (bois, corde et métal)
- 1991 : Masques (bois, corde et peinture)
- 1992 : Femme calebasse (bois, métal et fer)
- 1992 : Sans titre (cuir, bois, corde et fil de fer)
- 1994 : Sans titre (bois, écorce et fil de fer)
- 1995 : Le Gardien (bois et fer)
- 1996 : Figure (clous, goudron, fil de fer et plastique)

## Expositions personnelles
- 1982 : Théâtre national Daniel Sorano, Dakar ; Cours Sainte-Marie de Hann, Dakar
- 1992 : Galerie du Théâtre du Merlan, Marseille
- 1993 : Galerie 39, Dakar
- 1994 : Galerie du Théâtre du Merlan, Marseille
- 1996 : Biennale de Dakar
- 1997 : Galerie Dany Keller, Munich ; Centre d'Art contemporain, Bruxelles
- 1999 : Salle Saint-Jean de l'Hôtel de Ville, Paris
- 2000 : La Flèche

Les œuvres de Moustapha Dimé ont aussi été présentées dans de nombreuses expositions collectives, telle celle du Musée Dapper à Paris, du 27 avril au 13 juillet 2006.

### Filmographie
- Moustapha Dimé, documentaire de Laurence Attali, 1999 (12 minutes)
- Sénégalais Sénégalaise, documentaire de Laurence Attali - 1994 (52 minutes)